# دونالد نورتن ييتس
دونالد نورتن ييتس (بالإنجليزية: Donald Norton Yates)‏ هو ضابط أمريكي، ولد في 25 نوفمبر 1909، وتوفي في 28 أغسطس 1993.